# Gastrochilus matsudae
Gastrochilus matsudae là một loài thực vật có hoa trong họ Lan. Loài này được Hayata mô tả khoa học đầu tiên năm 1920.